# Максимальная токовая защита
Максима́льная то́ковая защи́та (МТЗ) — вид релейной защиты, действие которой связано с увеличением силы тока в защищаемой цепи при возникновении короткого замыкания на участке данной цепи. Данный вид защиты применяется практически повсеместно и является наиболее распространённым в электрических сетях.

## Принцип действия
Принцип действия МТЗ аналогичен принципу действия токовой отсечки. В случае повышения силы тока в защищаемой сети защита начинает свою работу. Однако, если токовая отсечка действует мгновенно, то максимальная токовая защита даёт сигнал на отключение только по истечении определённого промежутка времени, называемого выдержкой времени. Выдержка времени зависит от того, где располагается защищаемый участок. Наименьшая выдержка времени устанавливается на наиболее удалённом от источника участке. МТЗ соседнего (более близкого к источнику энергии) участка действует с большей выдержкой времени, отличающейся на величину, называемую ступенью селективности. Ступень селективности определяется временем действия защиты. В случае короткого замыкания на участке срабатывает его защита. Если по каким-то причинам защита не сработала, то через определённое время (равное ступени селективности) после начала короткого замыкания сработает МТЗ более близкого к источнику участка и отключит как повреждённый,так и свой участок. По этой причине важно, чтобы ступень селективности была больше времени срабатывания защиты, иначе защита смежного участка отключит как повреждённый, так и рабочий участок до того, как собственная защита повреждённого участка успеет сработать. Однако важно так же сделать ступень селективности достаточно небольшой, чтобы защита успела сработать до того, как ток короткого замыкания нанесёт серьёзный ущерб электрической сети.
Уставку (или величину тока, при которой срабатывает защита) выбирают, исходя из наименьшего значения тока короткого замыкания в защищаемой сети (при разных повреждениях токи короткого замыкания отличаются). Однако при выборе уставки следует так же учитывать характер работы защищаемой сети. Например, при самозапуске электродвигателей после перерыва питания, значение силы тока в сети может быть выше номинального, и защита не должна его отключать.

## Разновидности максимально токовых защит
Максимально токовые защиты по виду время-токовой характеристики подразделяются:
- МТЗ с независимой от тока выдержкой временем
- МТЗ с зависимой от тока выдержкой времени
- МТЗ с ограниченно-зависимой от тока выдержкой времени

Применяются также комбинированный вид защиты МТЗ — максимально токовая защита с пуском (блокировкой) от реле минимального напряжения.

### МТЗ с независимой от тока выдержкой времени
МТЗ с независимой от тока выдержкой времени имеет во всём рабочем диапазоне величину выдержки времени, независимую от тока (время-токовая характеристика в виде прямой, отстоящей от оси абсцисс на величину времени выдержки tсраб; при токе, равном и меньшем тока срабатывания время-токовая характеристика скачкообразно становится равной нулю).

### МТЗ с зависимой от тока выдержкой времени
МТЗ с зависимой от тока выдержкой времени имеет нелинейную обратную зависимость выдержки времени от тока (обычно время-токовая характеристика близка к гиперболе, как к кривой постоянной мощности). Применение МТЗ с зависимой от тока выдержкой времени позволяет учитывать перегрузочную способность оборудования и осуществлять т. н. «защиту от перегрузки».

### МТЗ с ограниченно-зависимой от тока выдержкой времени
Характеристика МТЗ с ограниченно-зависимой от тока выдержкой времени состоит из двух частей, в первой части зависимость времени от тока гиперболическая, вторая часть — независимая (или почти независимая) время-токовая характеристика — состоит из плавно сопряжённых гиперболы и прямой. Переход из независимой в зависимую часть характеристики может происходить при малых кратностях от тока срабатывания (150 %) — т. н. «крутая» характеристика, и при больших кратностях (300–400 %) — т. н. «пологая» характеристика (обычно МТЗ с «пологой» характеристикой применяются для защиты двигателей большой мощности для лучшей отстройки от пусковых токов). 

### МТЗ с пуском (блокировкой) от реле минимального напряжения
Для улучшения чувствительности МТЗ и отстройки её от токов нагрузки применяется ещё одна разновидность МТЗ — максимальная токовая защита с пуском (блокировкой) от реле минимального напряжения (комбинация МТЗ и защиты минимального напряжения). Такая защита будет действовать только при повышении тока, большем или равном току уставки, сопровождающееся уменьшением напряжения в сети ниже напряжения уставки. При пуске двигателей ток в сети резко возрастает, что может привести к ложному срабатыванию защит. Для этого устанавливается реле минимального напряжения, которое не дает защитам отработать, т. к. напряжение в сети остается прежним, то и защиты соответственно не реагируют на резкое увеличение тока.

## Задание уставок
При задании уставок МТЗ задаются параметры тока срабатывания, выдержки времени и напряжения срабатывания (для МТЗ с блокировкой по напряжению). Для МТЗ с независимой выдержкой времени срабатывания от тока эти параметры очевидны. Для защит с зависимой и ограниченно-зависимой время-токовой характеристикой эти параметры требуют дополнительных пояснений. Для таких типов МТЗ вводится понятие тока срабатывания, как тока при котором реле находится на границе срабатывания, а время задаётся для независимой части характеристики (для ограниченно-зависимой время-токовой характеристики); иногда время задаётся при токе, равном шестикратному току номинального (например в автоматических выключателях с полупроводниковым расцепителем серий А-37, «Электрон»).

## Реализация
Традиционно МТЗ реализуются на базе электромеханических токовых реле и реле времени; иногда функция пускового органа и органа выдержки времени может быть совмещена (например в индукционных токовых реле серии РТ-80). В 1970-х годах появились реализации МТЗ на базе полупроводниковых элементов (например в некоторых моделях отечественных автоматических выключателей серий А37, ВА, «Электрон»). В настоящее время имеется тенденция реализации МТЗ на базе микропроцессоров, которые обычно помимо МТЗ выполняют также несколько функций релейной защиты и автоматики: АЧР, АПВ, АВР, дифзащиты и др.